# Juan Domínguez Lamas
Juan Domínguez Lamas (* 8. Januar 1990 in Pontedeume) ist ein spanischer Fußballspieler.

## Karriere
Domínguez begann seine Karriere bei Narón BP. 2004 kam er in die Jugend von Deportivo La Coruña. Im Juni 2007 stand er gegen Espanyol Barcelona erstmals im Kader der Profis von Deportivo. Im Januar 2008 debütierte er für die Zweitmannschaft von Deportivo in der Segunda División B, als er am 19. Spieltag der Saison 2007/08 gegen die UD San Sebastián de los Reyes in der 87. Minute für José Arenas eingewechselt wurde. Im Februar 2009 erzielte er bei einem 2:0-Sieg gegen den SD Ponferradina sein erstes Tor in der dritthöchsten Spielklasse. Zu Ende der Saison 2008/09 stieg er mit Deportivo B in die Tercera División ab.
Im Dezember 2009 debütierte Domínguez schließlich für die Profis in der Primera División, als er am 14. Spieltag der Saison 2009/10 gegen die UD Almería in der Startelf stand und in der 56. Minute durch Juan Carlos Valerón ersetzt wurde. In seiner ersten Saison bei den Profis kam er zu 13 Einsätzen in der höchsten spanischen Spielklasse. 2011 musste er mit Deportivo in die Segunda División absteigen. Sein erstes Spiel in dieser machte er im September 2011 gegen den CE Sabadell. Im November 2011 erzielte er bei einem 3:1-Sieg gegen Almería sein erstes Tor in der zweithöchsten Spielklasse. Zu Ende der Saison 2011/12 konnte er mit dem Verein wieder in die Primera División aufsteigen.
Im Oktober 2012 machte er bei einem 1:1-Remis gegen Celta Vigo schließlich auch sein erstes Tor in der höchsten Spielklasse. Aus dieser musste er mit Deportivo jedoch nach einer Saison bereits wieder absteigen. Allerdings verbrachte man auch wieder nur eine Saison in der Segunda División, denn bereits 2014 stieg man wieder in die Primera División auf. In der Aufstiegssaison 2013/14 kam Domínguez zu 39 Zweitligaeinsätzen, in denen er vier Tore erzielte. Nach dem Aufstieg kam er in der Saison 2014/15 zu 22 Ligaspielen, in der Saison 2015/16 waren es jedoch nur noch fünf.
Daraufhin wurde er zur Saison 2016/17 an den Zweitligisten RCD Mallorca verliehen. Für den Verein von den Balearen absolvierte er in jener Saison 30 Spiele und erzielte dabei einen Treffer. Jedoch musste er mit Mallorca zu Saisonende aus der Segunda División absteigen.
Zur Saison 2017/18 verließ er Deportivo schließlich endgültig und schloss sich dem Zweitligisten CF Reus Deportiu an. Für Reus kam er seiner ersten Saison zu 32 Zweitligaeinsätzen und erzielte dabei zwei Tore. Nachdem Reus im Januar 2019 aus der Segunda División ausgeschlossen worden war, verließ er den Verein. Nach mehreren Wochen ohne Verein wechselte er im Februar 2019 zum österreichischen Bundesligisten SK Sturm Graz, bei dem er einen bis Juni 2020 laufenden Vertrag erhielt. Nach seinem Vertragsende verließ er die Steirer nach der Saison 2019/20.
Daraufhin wechselte er zur Saison 2020/21 nach Griechenland zum PAS Ioannina.